# Yūki Satō (athlétisme)
Pour les articles homonymes, voir Yuki Sato.
Yūki Satō (佐藤 悠基, Satō Yūki, né le 26 novembre 1986 à Shimizu) est un athlète japonais, spécialiste du fond et du marathon.
Ses meilleurs temps sont :
- sur 5 000 m, 13 min 13 s 60 à Heusden-Zolder le 13 juillet 2013
- sur 10 000 m, 27 min 38 s 25 à Berkeley, le 24 avril 2009.